# Liste de films tunisiens
Cette page présente une liste de films tunisiens classés selon leur année de sortie en salles.

## Années 1920-1950
| Année | Titre                | Réalisateur(s) ou réalisatrice(s) |
| ----- | -------------------- | --------------------------------- |
| 1922  | Zohra                | Albert Samama-Chikli              |
| 1924  | La Fille de Carthage | Albert Samama-Chikli              |
| 1939  | Le Fou de Kairouan   | Jean-André Kreuzi                 |
| 1959  | Goha                 | Jacques Baratier                  |

## Années 1960
| Année | Titre              | Réalisateur(s) ou réalisatrice(s) |
| ----- | ------------------ | --------------------------------- |
| 1966  | Hamida             | Jean Mailland                     |
| 1966  | L'Aube             | Omar Khlifi                       |
| 1968  | Le Rebelle         | Omar Khlifi                       |
| 1968  | Mokhtar            | Sadok Ben Aïcha                   |
| 1969  | Lettre à la prison | Marc Scialom                      |
| 1969  | La Mort trouble    | Férid Boughedir et Claude d'Anna  |

## Années 1970
| Année | Titre                      | Réalisateur(s) ou réalisatrice(s)                       |
| ----- | -------------------------- | ------------------------------------------------------- |
| 1970  | Om Abbes                   | Ali Abdelwahab                                          |
| 1970  | Khlifa le teigneux         | Hamouda Ben Halima                                      |
| 1970  | Sous la pluie de l'automne | Ahmed Khchine                                           |
| 1970  | Les Fellagas               | Omar Khlifi                                             |
| 1970  | Une si simple histoire     | Abdellatif Ben Ammar                                    |
| 1971  | Et demain... ?             | Brahim Babaï                                            |
| 1971  | Yosra                      | Rachid Ferchiou                                         |
| 1973  | Ommi Traki                 | Abderrazak Hammami                                      |
| 1973  | Sourakh                    | Omar Khlifi                                             |
| 1973  | Au pays du Tararanni       | Férid Boughedir, Hédi Ben Khalifa et Hamouda Ben Halima |
| 1974  | Sejnane                    | Abdellatif Ben Ammar                                    |
| 1974  | Un homme qui dort          | Georges Perec et Bernard Queysanne                      |
| 1975  | Les Ambassadeurs           | Naceur Ktari                                            |
| 1975  | Fatma 75                   | Salma Baccar                                            |
| 1976  | Le Mannequin               | Sadok Ben Aïcha                                         |
| 1977  | Soleil des hyènes          | Ridha Béhi                                              |
| 1978  | La Noce                    | Fadhel Jaïbi et Fadhel Jaziri                           |
| 1978  | Deux Larrons en folie      | Ali Mansour                                             |

## Années 1980
| Année | Titre                           | Réalisateur(s) ou réalisatrice(s) |
| ----- | ------------------------------- | --------------------------------- |
| 1980  | Aziza                           | Abdellatif Ben Ammar              |
| 1982  | L'Ombre de la terre             | Taïeb Louhichi                    |
| 1982  | Traversées                      | Mahmoud Ben Mahmoud               |
| 1984  | Les Baliseurs du désert         | Nacer Khémir                      |
| 1984  | Les Anges                       | Ridha Béhi                        |
| 1986  | Le Défi                         | Omar Khlifi                       |
| 1986  | L'Homme de cendres              | Nouri Bouzid                      |
| 1986  | Sabra et le monstre de la forêt | Habib Mselmani                    |
| 1988  | La Trace (en)                   | Néjia Ben Mabrouk                 |
| 1988  | Champagne amer                  | Ridha Béhi                        |
| 1988  | Automne 86                      | Rachid Ferchiou                   |
| 1989  | Arab                            | Fadhel Jaziri et Fadhel Jaïbi     |
| 1989  | Cœur nomade                     | Fitouri Belhiba                   |
| 1989  | Les Sabots en or                | Nouri Bouzid                      |
| 1989  | Layla, ma raison (it)           | Taïeb Louhichi                    |
| 1989  | La Nuit de la décennie          | Brahim Babaï                      |

## Années 1990
| Année | Titre                                      | Réalisateur(s) ou réalisatrice(s)                                                   |
| ----- | ------------------------------------------ | ----------------------------------------------------------------------------------- |
| 1990  | Halfaouine, l'enfant des terrasses         | Férid Boughedir                                                                     |
| 1991  | Écrans de sable                            | Randa Chahal Sabbag                                                                 |
| 1991  | Le Collier perdu de la colombe             | Nacer Khémir                                                                        |
| 1991  | Poussière de diamant                       | Mahmoud Ben Mahmoud et Fadhel Jaïbi                                                 |
| 1992  | Bezness                                    | Nouri Bouzid                                                                        |
| 1992  | Le Sultan de la médina                     | Moncef Dhouib                                                                       |
| 1992  | La Guerre du Golfe... et après ?           | Nouri Bouzid, Elia Suleiman, Borhan Alaouie, Néjia Ben Mabrouk et Mustapha Derkaoui |
| 1993  | Le Nombril du monde                        | Ariel Zeitoun                                                                       |
| 1994  | Les Silences du palais                     | Moufida Tlatli                                                                      |
| 1994  | La Danse du feu                            | Salma Baccar                                                                        |
| 1994  | Les hirondelles ne meurent pas à Jérusalem | Ridha Béhi                                                                          |
| 1994  | Échec et mat                               | Rachid Ferchiou                                                                     |
| 1995  | Le Magique                                 | Azdine Melliti                                                                      |
| 1996  | Un été à La Goulette                       | Férid Boughedir                                                                     |
| 1996  | Miel et Cendres                            | Nadia Fares Anliker                                                                 |
| 1996  | Essaïda                                    | Mohamed Zran                                                                        |
| 1997  | Keswa, le fil perdu                        | Kalthoum Bornaz                                                                     |
| 1997  | Tunisiennes                                | Nouri Bouzid                                                                        |
| 1998  | Noces de lune                              | Taïeb Louhichi                                                                      |
| 1998  | Demain, je brûle                           | Mohamed Ben Smaïl (ar)                                                              |
| 1999  | Redeyef 54                                 | Ali Labidi                                                                          |
| 1999  | Les Siestes grenadine                      | Mahmoud Ben Mahmoud                                                                 |

## Années 2000
| Année | Titre                                       | Réalisateur(s) ou réalisatrice(s) |
| ----- | ------------------------------------------- | --------------------------------- |
| 2000  | La Saison des hommes                        | Moufida Tlatli                    |
| 2000  | Sois mon amie                               | Naceur Ktari                      |
| 2001  | Fatma                                       | Khaled Ghorbal                    |
| 2002  | Le Chant de la noria                        | Abdellatif Ben Ammar              |
| 2002  | Satin rouge                                 | Raja Amari                        |
| 2002  | La Boîte magique                            | Ridha Béhi                        |
| 2002  | Khorma                                      | Jilani Saadi                      |
| 2002  | Poupées d'argile                            | Nouri Bouzid                      |
| 2002  | Chant du millénaire                         | Mohamed Zran                      |
| 2002  | Même pas mal                                | Nadia El Fani                     |
| 2003  | Bedwin Hacker                               | Nadia El Fani                     |
| 2003  | La Danse du vent                            | Taïeb Louhichi                    |
| 2004  | L'Odyssée                                   | Brahim Babaï                      |
| 2004  | Nadia et Sarra (en)                         | Moufida Tlatli                    |
| 2004  | Le Prince                                   | Mohamed Zran                      |
| 2004  | Noce d'été (ar)                             | Mokhtar Ladjimi                   |
| 2005  | Bab'Aziz, le prince qui contemplait son âme | Nacer Khémir                      |
| 2006  | Fleur d'oubli                               | Salma Baccar                      |
| 2006  | La télé arrive                              | Moncef Dhouib                     |
| 2006  | Bin El Widyene                              | Khaled Barsaoui                   |
| 2006  | Elle et lui (ar)                            | Elyes Baccar                      |
| 2006  | Making of                                   | Nouri Bouzid                      |
| 2006  | Junun                                       | Fadhel Jaïbi                      |
| 2006  | Tendresse du loup                           | Jilani Saadi                      |
| 2006  | VHS Kahloucha                               | Nejib Belkadhi                    |
| 2006  | Conte à rebours                             | Fitouri Belhiba                   |
| 2007  | L'Autre moitié du ciel                      | Kalthoum Bornaz                   |
| 2007  | Ouled Lenine                                | Nadia El Fani                     |
| 2007  | Mare nostrum                                | Mourad Ben Cheikh                 |
| 2008  | L'Accident (ar)                             | Rachid Ferchiou                   |
| 2008  | Un si beau voyage                           | Khaled Ghorbal                    |
| 2008  | Thalathoun                                  | Fadhel Jaziri                     |
| 2008  | Le Chant des mariées                        | Karin Albou                       |
| 2009  | Cinecittà (ar)                              | Ibrahim Letaïef                   |
| 2009  | Le Fil                                      | Mehdi Ben Attia                   |
| 2009  | Les Secrets                                 | Raja Amari                        |
| 2009  | Vivre ici                                   | Mohamed Zran                      |

## Années 2010
| Année | Titre                        | Réalisateur(s) ou réalisatrice(s) |
| ----- | ---------------------------- | --------------------------------- |
| 2010  | Les Palmiers blessés         | Abdellatif Ben Ammar              |
| 2011  | Always Brando (en)           | Ridha Béhi                        |
| 2011  | Plus jamais peur             | Mourad Ben Cheikh                 |
| 2012  | Fausse note                  | Majdi Smiri                       |
| 2012  | Winou baba                   | Jilani Saadi                      |
| 2012  | Le Professeur                | Mahmoud Ben Mahmoud               |
| 2012  | Histoires tunisiennes        | Nada Mezni Hafaiedh               |
| 2012  | Millefeuille                 | Nouri Bouzid                      |
| 2012  | Dégage                       | Mohamed Zran                      |
| 2012  | Le Royaume des fourmis       | Chawki Mejri                      |
| 2013  | Affreux, cupides et stupides | Ibrahim Letaïef                   |
| 2013  | Bastardo (en)                | Nejib Belkadhi                    |
| 2013  | Nesma                        | Homeïda Behi                      |
| 2013  | Le Challat de Tunis          | Kaouther Ben Hania                |
| 2013  | Démocratie année zéro        | Christophe Cotteret               |
| 2014  | L'Enfant du soleil           | Taïeb Louhichi                    |
| 2014  | Looking for Muhyiddin        | Nacer Khémir                      |
| 2014  | Printemps tunisien           | Raja Amari                        |
| 2014  | Suçon                        | Nasreddine Shili                  |
| 2014  | Bidoun 2                     | Jilani Saadi                      |
| 2014  | Par où commencer ?           | Nacer Khémir                      |
| 2014  | Conflit                      | Moncef Barbouch                   |
| 2015  | Narcisse                     | Sonia Chamkhi                     |
| 2015  | Les Frontières du ciel (ar)  | Farès Naânaâ                      |
| 2015  | Dicta shot                   | Mokhtar Ladjimi                   |
| 2015  | À peine j'ouvre les yeux     | Leyla Bouzid                      |
| 2016  | Éclipses                     | Fadhel Jaziri                     |
| 2016  | Fleur d'Alep                 | Ridha Béhi                        |
| 2016  | Corps étranger               | Raja Amari                        |
| 2016  | Le Dernier d'entre nous      | Ala Eddine Slim                   |
| 2016  | Lilia, une fille tunisienne  | Mohamed Zran                      |
| 2016  | Parfum de printemps          | Férid Boughedir                   |
| 2016  | Hedi, un vent de liberté     | Mohamed Ben Attia                 |
| 2016  | Demain dès l'aube            | Lotfi Achour                      |
| 2017  | Rezk El Bey Lik              | Habib Mselmani                    |
| 2017  | La Rumeur de l'eau           | Taïeb Louhichi                    |
| 2017  | Tunis by Night               | Elyes Baccar                      |
| 2017  | L'Amour des hommes           | Mehdi Ben Attia                   |
| 2017  | El Jaida                     | Salma Baccar                      |
| 2017  | Vent du nord                 | Walid Mattar                      |
| 2018  | Whispering Sands             | Nacer Khémir                      |
| 2018  | Fatwa                        | Mahmoud Ben Mahmoud               |
| 2018  | Dachra                       | Abdelhamid Bouchnak               |
| 2018  | Mon cher enfant              | Mohamed Ben Attia                 |
| 2018  | Regarde-moi                  | Nejib Belkadhi                    |
| 2019  | Guirra                       | Fadhel Jaziri                     |
| 2019  | Fataria                      | Walid Tayaa                       |
| 2019  | Bidoun 3                     | Jilani Saadi                      |
| 2019  | Sortilège                    | Ala Eddine Slim                   |
| 2019  | Porto Farina                 | Ibrahim Letaïef                   |
| 2019  | Les Épouvantails             | Nouri Bouzid                      |
| 2019  | Un divan à Tunis             | Manele Labidi                     |
| 2019  | Noura rêve                   | Hinde Boujemaa                    |
| 2019  | Un fils                      | Mehdi Barsaoui                    |

## Années 2020
| Année | Titre                       | Réalisateur(s) ou réalisatrice(s) |
| ----- | --------------------------- | --------------------------------- |
| 2020  | L'Homme qui a vendu sa peau | Kaouther Ben Hania                |